# اکسفو
اکسفو (انگلیسی: EXFO) شرکت مخابرات کانادایی است، که در سال ۱۹۸۵ تأسیس شد.